# Fóssil vivo
"Fóssil vivo" é uma expressão utilizada informalmente para qualificar organismos de grupos biológicos atuais  que são morfologicamente muito similares a organismos dos quais há conhecimento no registo fóssil. Frequentemente, os "fósseis vivos" pertencem a grupos biológicos que no passado geológico da Terra foram muito mais abundantes e diversificados que atualmente. Uma consulta recente do Paleobiology Database (pbdb.org) foi completada para encontrar quantos gêneros fósseis vivos foram relatados: 99 advieram do Paleozoico, 548 do Mesozoico e 3.582 do Cenozoico, para um total de 4.229.
Esta designação resulta do facto de, no século XIX, numa fase inicial dos estudos paleontológicos e biológicos à escala global, quando muito ainda havia por descobrir nos mares e florestas atuais, alguns destes grupos biológicos terem sido originalmente identificados com base no registro fóssil, sendo classificados como extintos, e só depois sido descobertos vivos na atualidade. Daí a expressão "fóssil vivo".
Os exemplos mais conhecidos são os do celacanto (Latimeria chalumnae e Latimeria menadoensis), um peixe, e da metasequóia, árvore descoberta em 1943 num remoto vale da China. Outros são organismos pertencentes a espécies actuais, sem parentes próximos na actualidade, que são as únicas representantes de grupos biológicos de categoria superior com um registo fóssil abundante e diversificado. Um exemplo bem conhecido é o da árvore Ginkgo (Ginkgo biloba) e o lagarto Tuatara (Sphenodon spp), com dois representantes actuais.
Há que salientar que estes indivíduos actuais, estes "fósseis vivos", apesar de muito similares aos seus parentes conhecidos do registo fóssil (do Cretácico, no final do Mesozoico, por exemplo, no caso dos celacantos), não pertencem, exactamente, às mesmas espécies. Não são, portanto, a mesma entidade biológica.
A expressão "fóssil vivo" é tão popular e utilizada de modo tão indiscriminado que, muitas vezes, é usada apenas para designar organismos actuais com aspecto invulgar ou grotesco e que por isso parecem, ao leigo, "primitivos". Também nem todo fóssil vivo deve ser considerado uma espécie de pouca abundância ou isolada em ambiente remoto.
De sublinhar, ainda, que apesar de muito popular, este termo é informal, desprovido de qualquer rigor científico, pois um fóssil vivo não é um fóssil. Além disso, o conceito de "fóssil vivo", por não ser útil, não é formalmente  usado em Paleontologia, nem no âmbito dos estudos de evolução biológica, sendo uma mera curiosidade.Embora seja considerado "não científico" o termo é um eufemismo utilizado informalmente em Paleontologia.

## Exemplos

### Plantas
- Araucária
- Cavalinha
- Dicksonia Spp.
- Ginkgo biloba
- Magnólia
- Metasequoia glyptostroboides

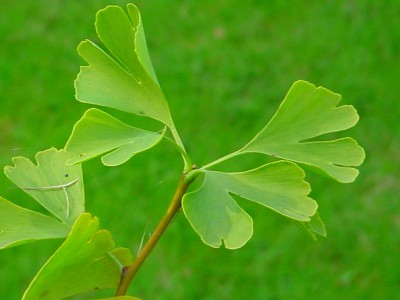
Ginkgo biloba

- Pinheiro-de-Wollemi (Wollemia nobilis)
- Sequoia-gigante (Sequoiadendron gigantea)
- Sequoia sempervirens
- Welwitschia mirabilis

### Animais
- Barata (inseto)
- Celacanto (peixe)
- Cerithium (molusco)
- Crinoide (equinodermo)
- Escorpião (aracnídeo)
- Esturjão (peixe)
- Lampreia (peixe)
- Libelinha ou Libélula (inseto)
- Límulo (“caranguejo-ferradura” - merostomado)
- Lingula (braquiópode)
- Medusa (“água-viva” - cnidário)
- Monoplacophora (molusco)
- Monotremata (“ornitorrinco” e “équidna” - mamífero)
- Nasikabatrachidae (anfíbio)
- Nautilus (molusco)
- Onychophora (artrópode primitivo)
- Ocapi (mamífero)
- Peixe-agulha (peixe)
- Rato-da-pedra-laociano (mamífero)
- Salamandra-gigante-da-china ( Anfíbio )
- Thysanura (“traça dos livros” - inseto)
- Tuatara (réptil)
- Tubarão-cobra (peixe)